# タイ・ビバレッジ
タイ・ビバレッジ（SGX: Y92 Thai Beverage）はタイ王国最大のアルコール飲料メーカー。タイ王国を始めとし、スコットランド、ポーランド、アイルランド、中華人民共和国、フランスなどで販売している。タイ証券取引所（SET）に上場を計画していたが、アルコール消費の禁止を宗教上の信条とする全国の僧侶などから反対され、最終的に2006年にシンガポール証券取引所（SGX）に上場した。

## 概要

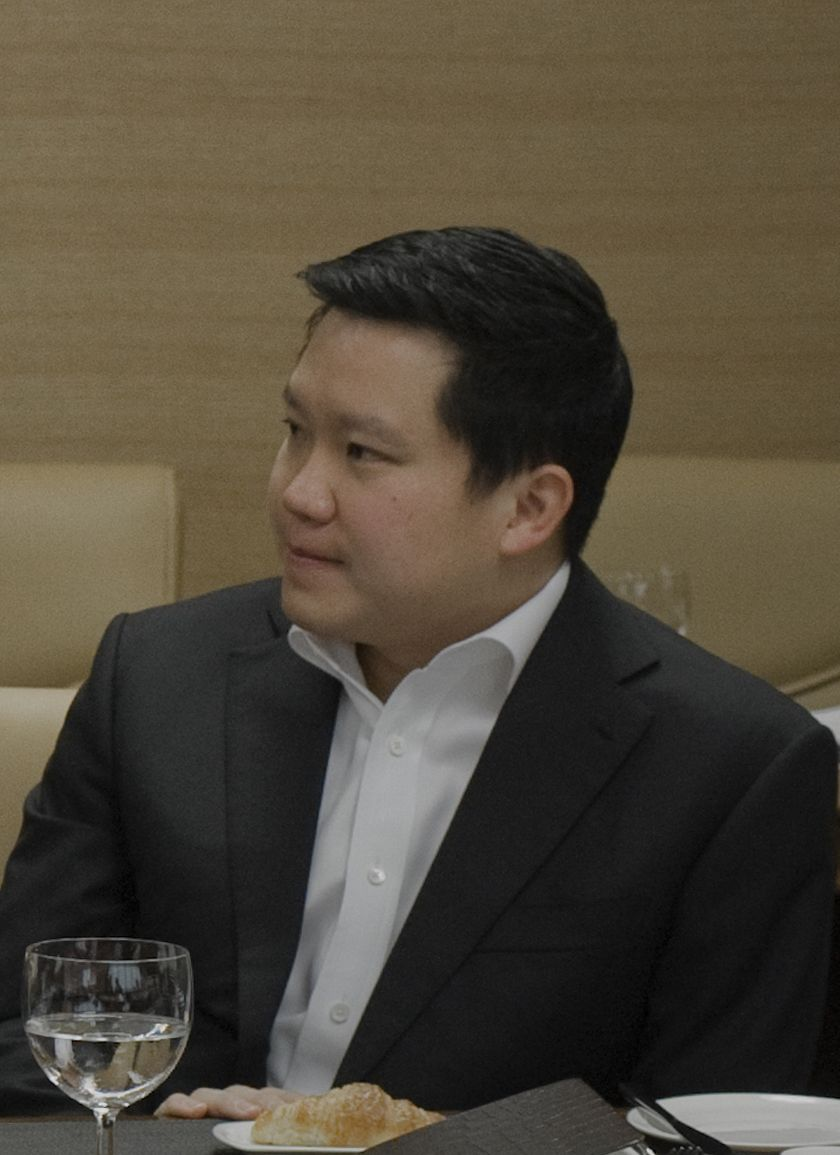
社長のチャルーン・シリワタナパクディ

ビア・チャーン、メコン、サン・ソム・ラムなどのブランドを有し、ヨーロッパではスコッチ・ウイスキー、ウォッカ、ジンなども製造している。また、2013年にシンガポール最大の飲料メーカー、フレイザー・アンド・ニーヴの経営権を取得した。

## ビール

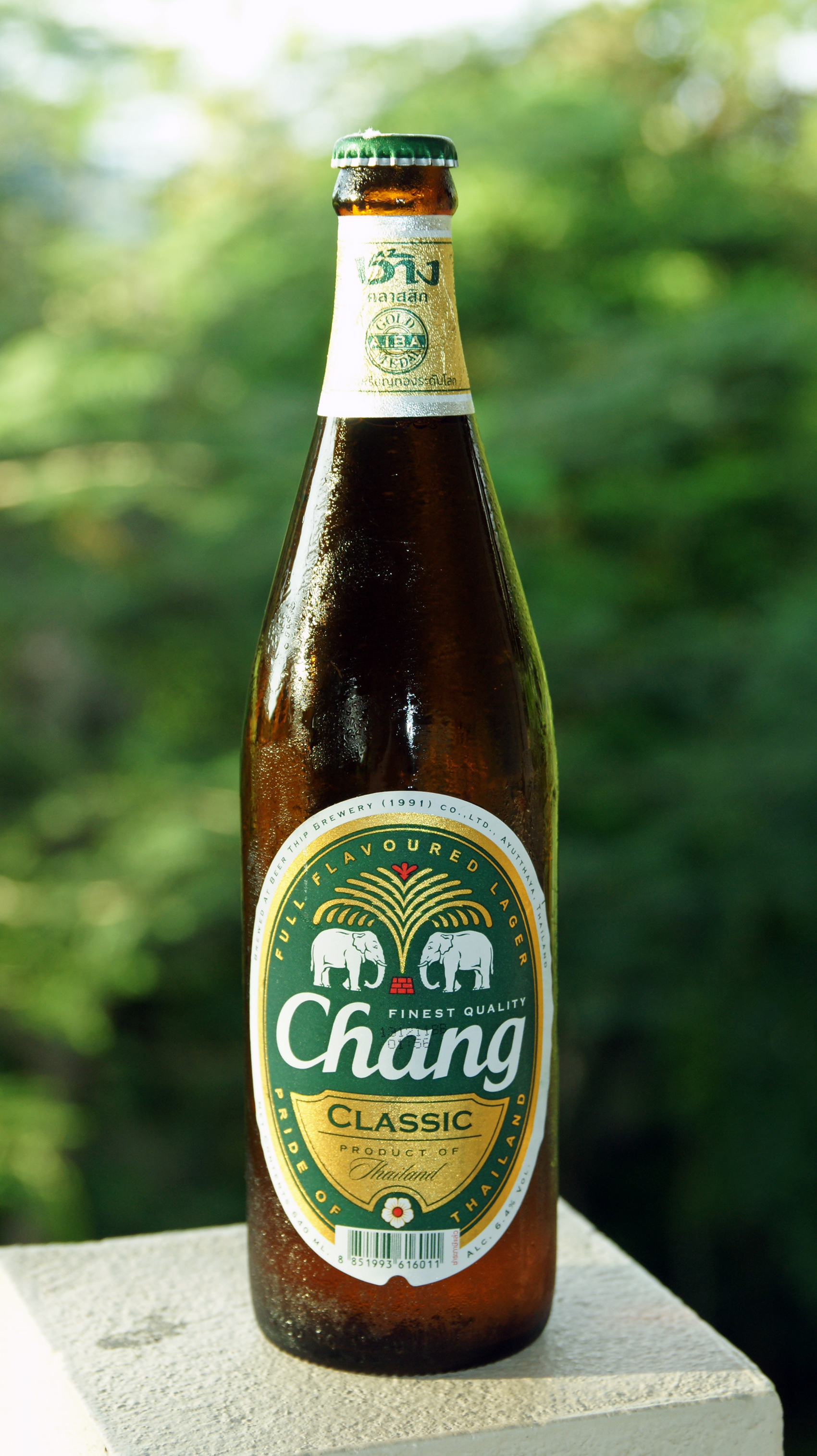
ビア・チャーン

ビア・チャーン(เบียร์ช้าง)は、タイ・ビバレッジが製造しているビールの銘柄。チャーンとはタイ語で「象」を意味しており、ロゴマークは白象 (動物)である。液色はゴールドでピルスナータイプのビール。アルコール度は6.4%とラガービールとしては度数がやや高い。ただし輸出用にアルコール度を5%としたタイプがあり、日本で輸入しているのもこちらである。
タイでは90年代半ばまで、ビア・シンが代表的なビールであった。
1991年にビアタイ社（後のタイ・ビバレッジ社）が設立されカールスバーグと提携し、1995年にビア・チャーンを発売した。ビア・シンに比べ低価格かつ高アルコールで、国民的ロックバンド、カラバオのリーダー、エート・カラバオがコマーシャルに出演したため人気が出て、ビア・シンのシェアを抜き市場の60%を占めるにいたっている。2006年のビール市場でのシェアは49%と約半数を占めている。
2005年9月7日よりタイ政府は、国民の健康増進を目的に、酒税の賦課基準をアルコール度別に改正し施行した。ビア・チャーンはビア・シンに比べてアルコール度が高いため、税負担が増加している。タイ・ビバレッジ社は2006年に低価格の銘柄「アーチャー（馬の意味）」を市場に投入。5%程度の低めのアルコールかつ高価なビール銘柄の発売も予定している。